# Thermus thermophilus
Thermus thermophilus è un batterio termofilo isolato per la prima volta da una bocca termica all'interno di una sorgente termale a Izu, Giappone da Tairo Oshima e Kazutomo Imahori.